# Guerra química

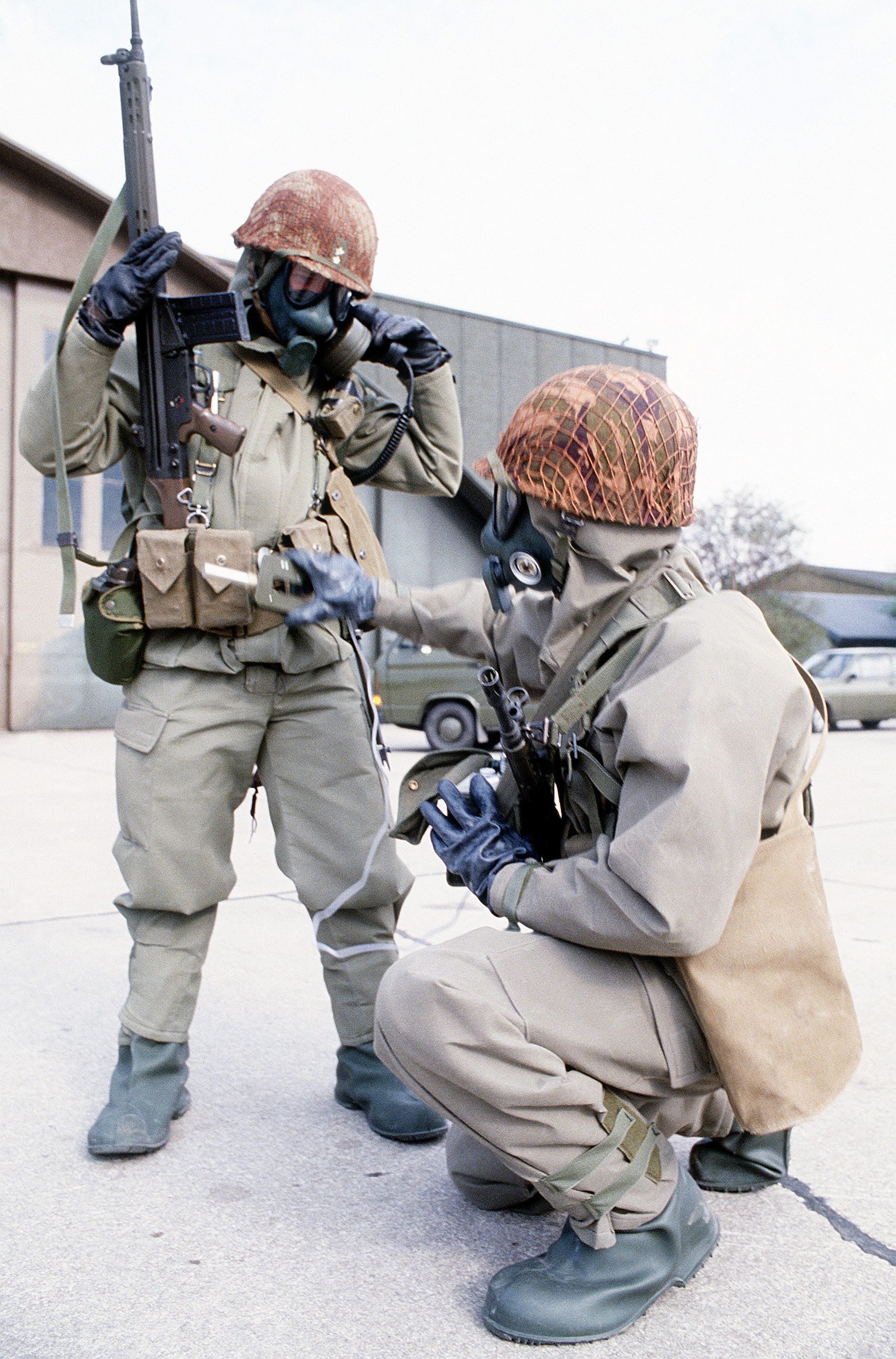
Soldados noruegos vistiendo equipos para la guerra NBQ. 1983.

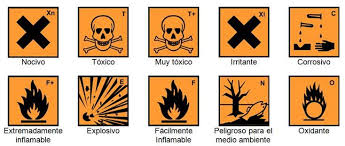
Tabla de los diferentes tipos de estas armas

La guerra química es la guerra que usa las propiedades tóxicas de sustancias químicas para matar, herir o incapacitar al enemigo. La guerra química es diferente del uso de armas convencionales o armas nucleares porque los efectos destructivos de las armas químicas no tienen ninguna fuerza explosiva. El uso ofensivo de organismos vivos u otros productos tóxicos (como el carbunco o la toxina botulínica) no son considerados guerra química; sino que es llamado guerra biológica.
Las armas químicas son clasificadas como armas de destrucción masiva por las Naciones Unidas, y su producción y almacenamiento fueron hechos ilegales por la convención de armas químicas de 1993.

## Historia

Gaseados, pintura de John Singer Sargent sobre la Primera Guerra Mundial, muestra soldados ciegos tras un ataque de gas mostaza.

Pese a que existe evidencia del uso esporádico de armas químicas desde la antigüedad, el concepto moderno de una guerra química no emergió sino hasta el siglo XIX, cuando los científicos propusieron el uso de gases venenosos y asfixiantes en conflictos.
Inicialmente, se promulgaron varios tratados internacionales para vetar el uso de armas químicas, pero aun así no se logró evitar la amplia utilización de gas venenoso en la Primera Guerra Mundial. En particular, ambos bandos trabajaron en el desarrollo del gas cloro para intentar romper el estancamiento en la guerra de trincheras. Se registraron alrededor de 1.3 millones de bajas por el uso de gas, de las que se estima que 260 000 fueron civiles.

## Tecnología
|           | Agentes                                               | Diseminación                                      | Protección                                                              | Detección                                       |
| --------- | ----------------------------------------------------- | ------------------------------------------------- | ----------------------------------------------------------------------- | ----------------------------------------------- |
| años 1900 | Compuestos del cloro Cloropicrina Fosgeno Gas Mostaza | Dispersión por el viento                          | Pañuelos mojados en orina                                               | Olor                                            |
| años 1910 | Lewisita                                              | Proyectiles químicos                              | Máscara antigás Tela impregnada en aceite de colofonia                  |                                                 |
| años 1920 |                                                       | Proyectiles con disparador central                | Traje CC-2                                                              |                                                 |
| años 1930 | Agente nervioso tipo G                                | Bombarderos aéreos                                |                                                                         | Detectores de agentes vesicantes Papel tornasol |
| años 1940 |                                                       | Cabezas de guerra de misiles Depósitos de aerosol | Crema protectora Protección colectiva Máscara antigás con whetlerita    |                                                 |
| años 1950 |                                                       |                                                   |                                                                         |                                                 |
| años 1960 | Agentes nerviosos de tipo V                           | Dispersión aérea                                  | Máscara antigás con suministro acuoso                                   | Detector de gas nervioso                        |
| años 1970 |                                                       |                                                   |                                                                         |                                                 |
| años 1980 |                                                       | Municiones binarias                               | Trajes y máscaras antigás mejorados (para protección, ajuste y confort) | Detección láser                                 |
| años 1990 | Agentes nerviosos del tipo Novichok                   | Munición binaria, aerosol                         | Imposible protegerse con máscara de gas                                 | Indetectables                                   |

A pesar de que la guerra química había sido utilizada en muchas partes del mundo durante cientos de años, la guerra química "moderna" empezó durante la Primera Guerra Mundial. Inicialmente los métodos de dispersión eran en su mayoría ineficientes, y solamente eran utilizados versiones bien conocidas de gases comerciales, tales como los compuestos del cloro y el fosgeno.
Alemania, el primero en ocupar químicos en el campo de batalla, simplemente abrió latas con cloro en dirección al viento, haciendo que este se encargara de la diseminación. Poco tiempo después, la artillería francesa, creó municiones modificadas para contener fosgeno - un método muy efectivo, que se convirtió en el principal método de dispersión.
Estos métodos fueron utilizados para causar daños cutáneos
durante la Primera Guerra Mundial, los alemanes comenzaron a utilizar gases tóxicos que causaban ceguera, quemaduras de piel y severas lesiones pulmonares; en adelantos tecnológicos se desarrollaron otros agentes como el gas mostaza y el sarín, que causaban lesiones nerviosas, como parálisis y la muerte, los gases lacrimógenos se implementaron para guerras limitadas y motines en ciudades, este gas laxante produce malestares digestivos como el vómito y la diarrea.